# Nebria arkansana
Nebria arkansana är en skalbaggsart som beskrevs av Thomas Casey. Nebria arkansana ingår i släktet Nebria och familjen jordlöpare. Inga underarter finns listade i Catalogue of Life.